# یواس‌اس ترامپت‌فیش (اس‌اس-۴۲۵)
یواس‌اس ترامپت‌فیش (اس‌اس-۴۲۵) (به انگلیسی: USS Trumpetfish (SS-425)) یک زیردریایی است که طول آن ۳۱۱ فوت ۹ اینچ (۹۵٫۰۲ متر) می‌باشد. این زیردریایی در سال ۱۹۴۵ ساخته شد.